# 克洛派內爾湖
46°36′16″N 14°34′59″E / 46.60444°N 14.58306°E

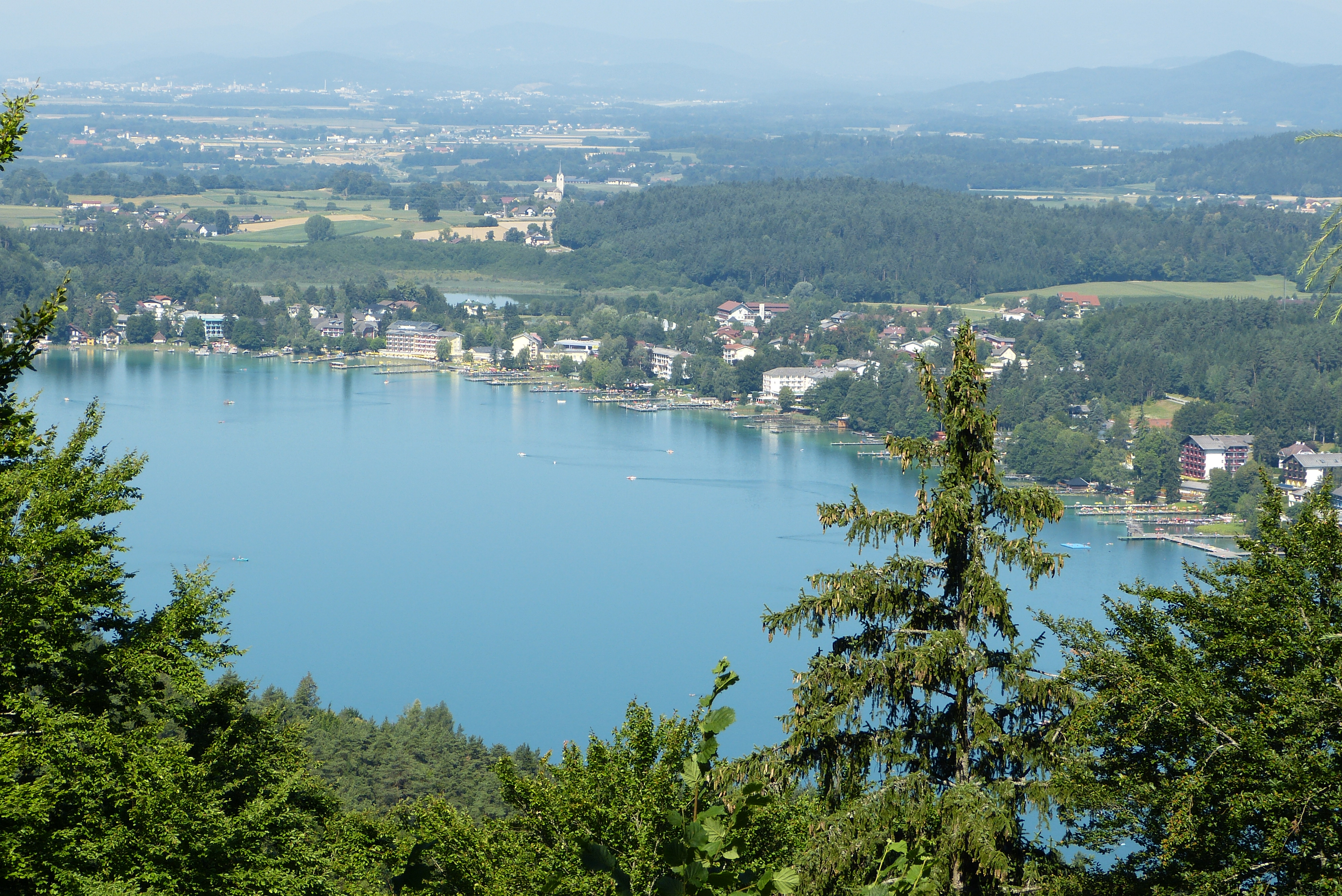

克洛派內爾湖是奧地利的湖泊，由克恩頓州負責管轄，長1.5公里、寬0.8公里，面積1.1平方公里，海拔高度446米，最大水深48米，蓄水量2,542萬立方米，是15種魚類的棲息地。